# Ulli Lust
Pour les articles homonymes, voir Lust et Schneider.
Ulli Lust, de son vrai nom Ulli Schneider, née à Vienne en Autriche en 1967, est une autrice de bande dessinée, une illustratrice, et une éditrice autrichienne. Elle est notamment connue pour son activité d'éditrice de bande dessinée en ligne, pour ses propres bandes dessinées érotico-mythologiques, ses bandes dessinées-reportages, et son album autobiographique Trop n'est pas assez.

## Biographie
Ulli Lust, de son vrai nom Ulli Schneider (Lust est en fait le nom de jeune fille de sa mère), est née en 1967 à Vienne. Elle a grandi à Jetzelsdorf, un village tranquille de Basse-Autriche situé à la frontière avec la Tchéquie, à soixante-dix kilomètres de Vienne. À quinze ans, elle commence une formation en apprentissage dans une école professionnelle de design et de dessin de mode, à Vienne, où elle loge tout d'abord dans un couvent, puis en colocation. Devenue punk, renvoyée de l'école, elle part avec une amie deux mois en Italie, en 1984, l'année de ses dix-sept ans, de la mi-août à la mi-octobre, sur un coup de tête, sans bagages ni papier ni argent — expérience éprouvante, et même traumatisante, qui marquera fortement sa vie par la suite.
Revenue en Autriche, elle travaille cinq ans comme costumière et deux ans comme dessinatrice de mode. De 1993 à 1995, elle publie également trois livres pour enfants (les deux premiers comme illustratrice seulement).
En 1995, elle s'installe à Berlin, où elle reprend des études de graphisme. À partir de 1998, elle commence, sous le nom de Lust, à publier des bandes dessinées. Avec d'autres compagnons d'études, elle fonde en 1999 le groupe de dessinateurs de bande dessinée Monogatari, qui prône la primauté du fond sur la forme (le groupe se séparera en 2005).
Deux de ses genres de prédilections sont la bande dessinée érotico-mythologique (la série des Spring Poems, dont Airpussy) et la bande dessinée-reportage (Fashionvictims, Trendverächter, Alltagsspionage), souvent basée sur des recherches journalistiques minutieuses. Elle publie des illustrations dans de nombreux journaux ou magazines, et participe à plusieurs ouvrages collectifs de bande dessinée (par exemple Alltagsspionage, Pommes d’amour).
En juin 2005, Le Monde diplomatique publie un de ses reportages dessinés sur le Spreuerbrücke. Au même moment, elle lance avec Kai Pfeiffer le site d'édition de bandes dessinées en ligne electrocomics.
Mais c'est surtout avec la parution de sa bande dessinée Trop n'est pas assez (en allemand Heute ist der letzte Tag vom Rest deines Lebens, littéralement : « Aujourd'hui est le dernier jour du reste de ta vie ») qu'elle se fait plus largement connaître. Narrant l'épisode de son épopée italienne de deux mois de 1984, ce livre autobiographique, qui lui demandera en tout environ 1 380 jours de travail étalés sur quatre ans (sans compter les vacances et le temps consacré à d'autres travaux, ni les quelques mois perdus à devoir redessiner les premiers chapitres), à raison d'une moyenne de trois jours de travail pour chacune des 463 pages du volume, lui vaut un gros succès public et critique, avec plusieurs récompenses prestigieuses, dont le Prix Révélation du festival d'Angoulême 2011.
Elle publie ensuite en 2013 Flughunde, une adaptation du roman du même nom par l'écrivain Marcel Beyer. Le personnage principal de cette histoire est un acousticien fictif utilisé par le régime nazi pour veiller à la diffusion sonore de sa propagande. Il devient ainsi proche de Joseph Goebbels et de ses enfants, dont il enregistre les derniers instants de vie après qu'ils ont été empoisonnés peu après la mort d'Hitler. Le roman graphique est traduit en français en 2014 aux éditions Çà et là sous le titre Voix de la nuit. Fin décembre 2014, pour le magazine Télérama, l'album fait partie des « 10 meilleures BD de l’année 2014. »

## Style
Lust n'est pas tant dessinatrice que « conteuse, ». Ses observations des scènes de la vie quotidienne nourrissent les portraits, reportages, et bandes dessinées qu'elle réalise. Le style et la technique de dessin et d'écriture sont adaptés au sujet, au cas par cas, selon ce qu’« exige l'histoire ». L'histoire, le contenu, priment sur les mots et l'image,.
Ulli Lust affirme avoir été le plus marquée par « les dessinateurs de Simplicissimus, en tête desquels : Olaf Gulbransson, Karl Arnold […], José Muñoz, Alan Moore, Eddie Campbell… »

## Publications
- (de) Ulli Lust, Wie ich versuchte ein guter Mensch zu sein, Suhrkamp Verlag, 17 septembre 2017, 367 p. (ISBN 978-3-518-46813-5, présentation en ligne).
  - Édition française : Ulli Lust (trad. de l'allemand par Paul Derouet), Alors que j’essayais d’être quelqu’un de bien, Bussy-Saint-Georges, Çà et là, 2017, 368 p. (ISBN 978-2-36990-246-1).
- (de) Ulli Lust (dessin et scénario) et Marcel Beyer (roman d'origine), Flughunde : graphic novel, Berlin, Suhrkamp Verlag, avril 2013, 364 p. (ISBN 978-3-518-46426-7), d'après le roman éponyme de l'écrivain Marcel Beyer
  - Édition française : Ulli Lust (dessin et scénario) et Marcel Beyer (roman d'origine) (trad. de l'allemand par François Mathieu), Voix de la nuit, Bussy-Saint-Georges, Çà et là, septembre 2014, 364 p. (ISBN 978-2-36990-203-4)
- (de) Ulli Lust, Heute ist der letzte Tag vom Rest deines Lebens, Berlin, Avant-verlag, 2009, 464 p., 17 × 23 cm, couverture souple avec rabats, pages dessinées en bichromie (ISBN 978-3-939080-36-7) pour l'édition originale allemande[Note 3].
  - Édition française : Ulli Lust (trad. de l'allemand par Jörg Stickan), Trop n'est pas assez [« Heute ist der letzte Tag vom Rest deines Lebens[Note 1] »], Bussy-Saint-Georges, Çà et là, 18 novembre 2010, 464 p., 17 × 23 cm, couverture souple avec rabats, pages dessinées en bichromie (ISBN 978-2-916207-46-9).
- (en) Ulli Lust, Airpussy, Bruxelles, L'Employé du Moi, mai 2009, 40 p. (ISBN 978-2-930360-26-3, présentation en ligne)[Note 4],[Note 5].
- (de) Ulli Lust, Fashionvictims, Trendverächter, Minireportagen und Bildkolumnen aus Berlin, Berlin, Avant-Verlag, 2008, 128 p. (ISBN 978-3-939080-32-9).
- Ulli lust, « Superflu », dans Collectif[Note 6], Pommes d'amour : 7 Love Stories, Paris, Delcourt, coll. « Mirages », mai 2008, 160 p., 167 × 257 (ISBN 978-2-7560-1136-3, présentation en ligne), pour l'édition française.
  - (de) Ulli Lust, « Überflüssig », dans Collectif[Note 6], Pommes d'amour : 7 Geschichten über die Liebe, Leipzig, Die Biblyothek, 2008, 160 p. (ISBN 978-3-9810480-7-0) pour l'édition allemande.
- (de) Ulli Lust, Spring Poems 01 bis 05, Berlin, Monogatari, 1998-2004.
- (de) Ulli Lust, Berlin-Helmholtzplatz 1998 + 2004, Berlin, Popular books, observations du quotidien.
- (de) Ulli Lust, Operation Läckerli : Comicreportagen aus Basel, Berlin, Monogatari, 2004.
  - (de) Ulli Lust, Operation Läckerli : Comicreportagen aus Basel, Suisse, Édition Moderne, 2004.
- (de) Ulli Lust, Alltagsspionage : Comicreportagen aus Berlin, Berlin, Monogatari, 2001.
- (de) Ulli Lust, 6 × 6 Pinups, Berlin, Monogatari, 2001, classeur de sérigraphies.
- (de) Ulli Lust (texte et illustrations) et Thomas Declaude (remaniement du texte), Ein Stück Himmelblau, Innsbruck, Tyrolia, 1995, livre pour enfants.
- (de) Käthe Recheis et Friedl Hofbauer (ill. Ulli Lust), Fee Fledermaus, Innsbruck, Tyrolia, 1994, livre pour enfants.
- (de) Käthe Recheis et Friedl Hofbauer (ill. Ulli Lust), Marco und der Drache, Berlin, der KinderBuchVerlag, 1993, livre pour enfants.

## Récompenses
- 2006 : Prix spécial du jury ICOM pour le webcomic electrocomics.
- 2009 : Prix Freistil online de la meilleure bande dessinée allemande de l'année 2009 pour Trop n'est pas assez[7].
- 2010 : 
  - Prix Max et Moritz du public pour Trop n'est pas assez.
  - Prix ICOM de la meilleure bande dessinée allemande pour Trop n'est pas assez.
- 2011 : 
  - Prix Artémisia pour Trop n'est pas assez[8].
  - Prix Révélation du festival d'Angoulême 2011 pour Trop n'est pas assez[9].
- 2013 : 
  - Prix Ignatz du meilleur roman graphique pour Trop n'est pas assez
  - Prix Urhunden du meilleur album étranger pour Trop n'est pas assez
- 2014 : 
  - Prix Max et Moritz de la meilleure auteure germanophone de bande dessinée
  - Prix littéraire du LA Times, catégorie « roman graphique », pour Trop n'est pas assez[10]
- 2018 : Prix Max et Moritz de la meilleure bande dessinée de langue allemande pour Alors que j'essayais d'être quelqu'un de bien
- 2019 : prix Inkpot pour l'ensemble de son œuvre[11].
- 2024 : prix Urhunden du meilleur album étranger pour Alors que j'essayais d'être quelqu'un de bien[12]